# Public trust
 (mars 2010).
Si vous disposez d'ouvrages ou d'articles de référence ou si vous connaissez des sites web de qualité traitant du thème abordé ici, merci de compléter l'article en donnant les références utiles à sa vérifiabilité et en les liant à la section « Notes et références ».
Le public trust est un système créé au Royaume-Uni après la Glorieuse Révolution, dans le cadre de la révolution financière britannique, pour gérer des services relevant de l'intérêt général ou produisant des biens publics, en particulier dans le domaine des transports ou des investissements de très long terme.
L'idée est que l'accès égal du public à ces services, quels que soient les privilèges de naissance, et sa capacité à les utiliser fait la force d'une nation et ses chances de se développer.
Portée par des principes liés à la religion protestante et au parlementarisme, leur  création visait aussi à combattre la corruption politique afin de conserver la confiance de la population dans les institutions républicaines. La création du public trust vise aussi à en finir avec l'archaïsme des droits seigneuriaux qui entravaient la circulation des personnes et des marchandises ou la freinaient sérieusement : la plupart des entités créées le seront dans l'accès aux ressources naturelles et dans les transports, en particulier dans les aménagements fluviaux ou sous forme de turnpike trusts.